# 100 карбованців «Російський балет» (Unc)
Російський балет (рос. Русский балет) — золота ювілейна монета СРСР вартістю 100 карбованців, випущена 1 жовтня 1991 року.

## Тематика
На рубежі 18—19 ст. настала пора затвердження російського балету. З'явилися композитори О. М. Тітов, С. І. Давидов, К. А. Кавос, Ф. Є. Шольц, а також перший російський балетмейстер І. І. Вальберх (1766—1819). Він об'єднав традиції російського народного танцю з драматичною пантомімою і віртуозною технікою італійського балету. Працюючи в руслі сентименталізму, Вальберх поставив перший балет на національну тему — мелодраму «Новий Вертер» Тітова (1799 рік). У період війни 1812 року поширилися народно-патріотичні дивертисменти, і Вальберх поставив в Петербурзі балет «Любов до батьківщини» Кавоса, основу якого становив російський народний танець. У 1812 році жанр дивертисменту пережив зліт, завдяки йому здобули популярність танцівниці О. І. Колосова (1780—1869), Т. І. Глушковська (1800—1857), О. І. Вороніна (1806—1850).

## Історія
У 1989 році було розпочато роботу над серією монет, присвяченою балету («Російський балет»). У період 1989—1991 років були викарбувані монети з паладію номіналом 25, 10 і 5 карбованців. На цих монетах було зображено балерину в образі Одетти з всесвітньо відомого балету П. І. Чайковського «Лебедине озеро». 1 жовтня 1991 серію було продовжено, в обіг були випущені золоті монети номіналом 100, 50, 25 і 10 карбованців. На лицьовій стороні монет зображено Большой театр у Москві.
Монети карбувалися на Ленінградському монетному дворі (ЛМД).

## Опис та характеристики монети
| Номінал крб. | Метал  | Проба | Маса (гр) | Діаметр (мм) | Товщина (мм) | Гурт                    | Тираж штук  |
| ------------ | ------ | ----- | --------- | ------------ | ------------ | ----------------------- | ----------- |
| 100          | золото | 585   | 26.58     | 35           | 2,5          | рубчастий (278 рифлень) | 1,200 (анц) |

### Аверс
Зліва уздовж канта монети слова «БОЛЬШОЙ ТЕАТР», нижче зображення Большого театру в Москві, під ним зліва монограма монетного двору «ЛМД», праворуч рік випуску монети «1991», нижче літери «СССР» ліворуч і праворуч від них рослинний орнамент, під буквами зліва хімічне позначення «Au» і проба «585» металу з якого зроблена монета, в середині лінія з загостреними краями, праворуч чиста вага дорогоцінного металу «15,55», нижче позначення номіналу монети «100», знизу уздовж краю монети слово «РУБЛЕЙ».

### Реверс
Ліворуч уздовж канта монети слово «РУССКИЙ», праворуч «БАЛЕТ», в середині зображення танцюючої балерини, знизу біля канта квітка.

### Гурт
Рубчастий (278 рифлень).

## Автори
- Художник: О. В. Бакланов
- Скульптор: Н. О. Носов